# Ljubow Wladimirowna Galkina
Ljubow Wladimirowna Galkina (russisch Любовь Владимировна Галкина; * 15. März 1973 in Alapajewsk) ist eine russische Sportschützin in der Disziplin Luftgewehr.
Galkina lebt in Moskau. Seit 2000 ist sie erfolgreich im Elitebereich unterwegs. Bei den Olympischen Sommerspielen 2000 in Sydney wurde sie mit dem Luftgewehr über 10 Meter Vierte. Die Olympischen Sommerspiele 2004 von Athen wurden für die Russin besonders erfolgreich. Im Kleinkaliber-Dreistellungskampf  gewann sie die Goldmedaille, mit dem Luftgewehr über 10 Meter gewann sie hinter Du Li Silber. In Peking nahm sie 2008 zum dritten Mal an Olympischen Spielen teil und gewann über 10 Meter mit dem Luftgewehr hinter Kateřina Emmons erneut Silber und damit ihre dritte olympische Medaille.
Bei den Weltmeisterschaften 2006 in Zagreb gewann Galkina im Kleinkaliber-Dreistellungskampf Gold. Bei Europameisterschaften wurde die Russin 2005 in Belgrad im Dreistellungskampf Sechste und über 10 Meter mit dem Luftgewehr gewann sie bei der EM in Tallinn Silber. Drei Jahre später konnte sie mit dem Luftgewehr in Winterthur den Titel erringen. Beste Weltcupergebnisse erreichte Galkina 2004 in Bangkok und 2006 in Granada. Im Dreistellungskampf gewann sie bei den Weltcup-Finalveranstaltungen die jeweiligen Veranstaltungen.